# Zalbki
Zalbki (niem. Salbken) – wieś w Polsce położona w województwie warmińsko-mazurskim, w powiecie olsztyńskim, w gminie Dywity. W latach 1975–1998 miejscowość administracyjnie należała do województwa olsztyńskiego.
Warmińska wieś, położona na południowy wschód od wsi Wadąg, na lewym brzegu rzeki Wadąg, na terenie bagiennym.
Wieś wymieniana w dokumentach już w 1386 r. pod nazwą Glandemansdorf. Nazwa Salbken pojawia się od XVII w. W XIX wieku używano także nazwy Zalpki oraz Zalbki.
Nazwa Zalbki wywodzi się najprawdopodobniej od pruskiego słowa oznaczającego tereny podmokłe, bowiem litewskie salabe oznacza zlewisko.
W 1993 roku we wsi mieszkało 110 osób.